# Vald'Yerre
Vald'Yerre (Commune nouvelle d'Arrou jusqu'au 31 décembre 2022) est, depuis le 1er janvier 2017, une commune nouvelle française située dans le département d’Eure-et-Loir en région Centre-Val de Loire. Elle regroupe six anciennes communes : Arrou, Boisgasson, Châtillon-en-Dunois, Courtalain, Langey et Saint-Pellerin.

## Géographie

### Situation
Les communes limitrophes sont Chapelle-Royale, Unverre, Yèvres, Gohory, Logron, Saint-Denis-Lanneray, Cloyes-les-Trois-Rivières, Ruan-sur-Egvonne, Bouffry, Droué, Le Poislay, Le Gault-du-Perche et La Bazoche-Gouet.

### Climat
Pour des articles plus généraux, voir Climat du Centre-Val de Loire et Climat d'Eure-et-Loir.
En 2010, le climat de la commune est de type climat océanique dégradé des plaines du Centre et du Nord, selon une étude du CNRS s'appuyant sur une série de données couvrant la période 1971-2000. En 2020, Météo-France publie une typologie des climats de la France métropolitaine dans laquelle la commune est exposée à un climat océanique altéré et est dans la région climatique Moyenne vallée de la Loire, caractérisée par une bonne insolation (1 850 h/an) et un été peu pluvieux.
Pour la période 1971-2000, la température annuelle moyenne est de 10,7 °C, avec une amplitude thermique annuelle de 15 °C. Le cumul annuel moyen de précipitations est de 675 mm, avec 11,2 jours de précipitations en janvier et 7,6 jours en juillet. Pour la période 1991-2020, la température moyenne annuelle observée sur la station météorologique de Météo-France la plus proche, « Droué - Morache », sur la commune de Droué à 8 km à vol d'oiseau, est de 11,2 °C et le cumul annuel moyen de précipitations est de 788,8 mm,. Pour l'avenir, les paramètres climatiques de la commune estimés pour 2050 selon différents scénarios d'émission de gaz à effet de serre sont consultables sur un site dédié publié par Météo-France en novembre 2022.

## Urbanisme

### Typologie
Au 1er janvier 2024, Vald'Yerre est catégorisée commune rurale à habitat dispersé, selon la nouvelle grille communale de densité à 7 niveaux définie par l'Insee en 2022.
Elle est située hors unité urbaine. Par ailleurs la commune fait partie de l'aire d'attraction de Châteaudun, dont elle est une commune de la couronne,. Cette aire, qui regroupe 25 communes, est catégorisée dans les aires de moins de 50 000 habitants,.

### Risques majeurs
Le territoire de la commune de Vald'Yerre est vulnérable à différents aléas naturels : météorologiques (tempête, orage, neige, grand froid, canicule ou sécheresse), inondations, mouvements de terrains et séisme (sismicité très faible). Il est également exposé à un risque technologique, le transport de matières dangereuses. Un site publié par le BRGM permet d'évaluer simplement et rapidement les risques d'un bien localisé soit par son adresse soit par le numéro de sa parcelle.

#### Risques naturels
Certaines parties du territoire communal sont susceptibles d’être affectées par le risque d’inondation par débordement de cours d'eau, notamment le Torrent, le ruisseau le Gallas et l'Yerre. La commune a été reconnue en état de catastrophe naturelle au titre des dommages causés par les inondations et coulées de boue survenues en 1995, 1999 et 2004,.

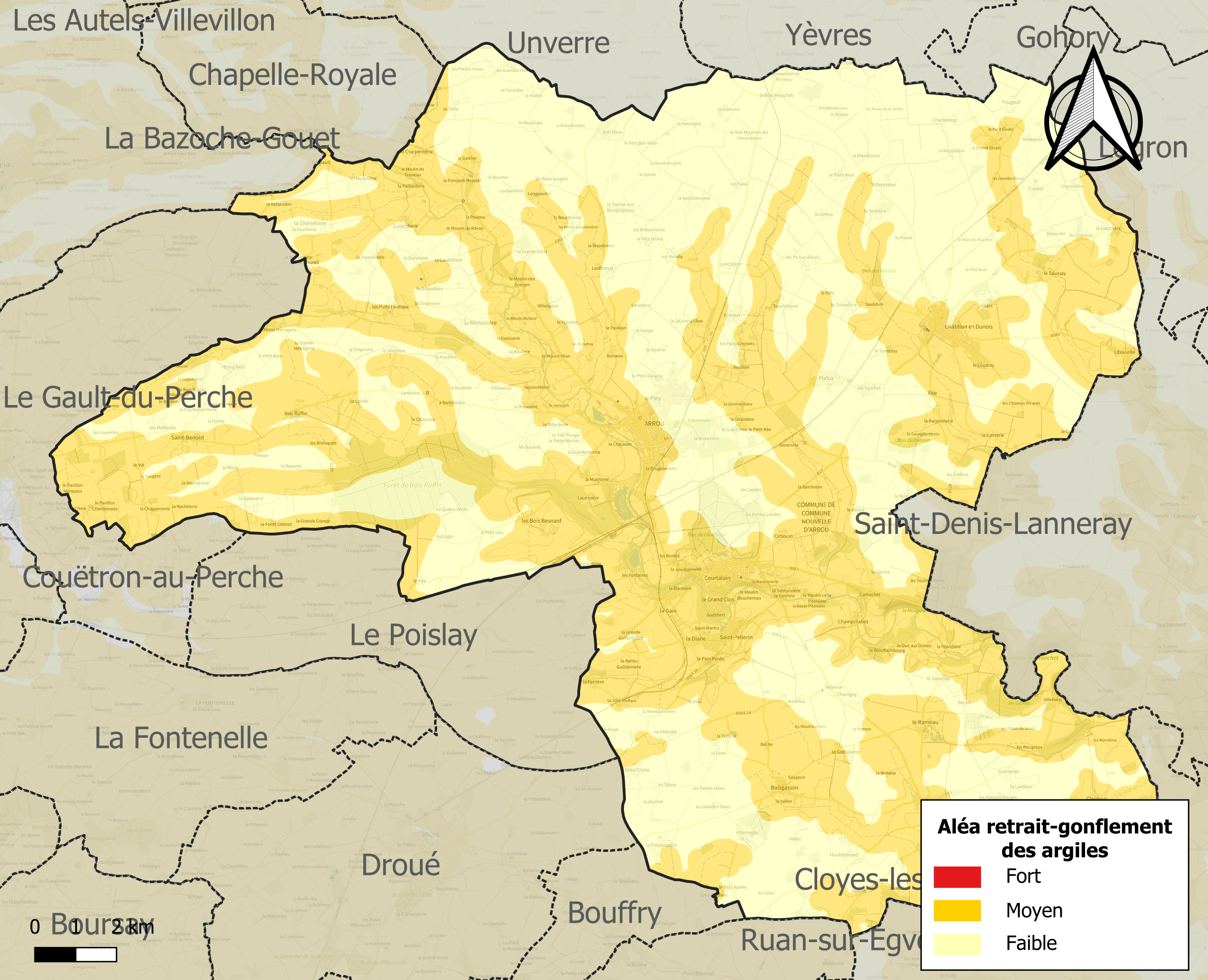
Carte des zones d'aléa retrait-gonflement des sols argileux de Vald'Yerre.

Les mouvements de terrains susceptibles de se produire sur la commune sont des affaissements et effondrements liés aux cavités souterraines. L'inventaire national des cavités souterraines permet de localiser celles situées sur la commune.
Le retrait-gonflement des sols argileux est susceptible d'engendrer des dommages importants aux bâtiments en cas d’alternance de périodes de sécheresse et de pluie. 51,9 % de la superficie communale est en aléa moyen ou fort (52,8 % au niveau départemental et 48,5 % au niveau national). Sur les 2 418 bâtiments dénombrés sur la commune en 2019, 1651 sont en aléa moyen ou fort, soit 68 %, à comparer aux 70 % au niveau départemental et 54 % au niveau national. Une cartographie de l'exposition du territoire national au retrait gonflement des sols argileux est disponible sur le site du BRGM,.
Concernant les mouvements de terrains, la commune a été reconnue en état de catastrophe naturelle au titre des dommages causés par la sécheresse en 1995, 1998, 2009, 2011, 2018 et 2020 et par des mouvements de terrain en 1999.

#### Risques technologiques
Le risque de transport de matières dangereuses sur la commune est lié à sa traversée par des infrastructures routières ou ferroviaires importantes ou la présence d'une canalisation de transport d'hydrocarbures. Un accident se produisant sur de telles infrastructures est en effet susceptible d’avoir des effets graves au bâti ou aux personnes jusqu’à 350 m, selon la nature du matériau transporté. Des dispositions d’urbanisme peuvent être préconisées en conséquence.

## Toponymie
À sa création, le nom de la commune est un accolement du statut du territoire, c’est-à-dire Commune nouvelle, et du chef-lieu Arrou. Au début de l’année 2021, une consultation est menée pour donner un nom définitif à la commune et trois noms sont proposés au vote : Vald'Yerre, Sivilyerre et Aresy,.
Avec 291 voix, le nom de Vald'Yerre a été retenu. Ce nom — inspiré du nom de la rivière Yerre — est entré en vigueur au 1er janvier 2023 par décret du 28 décembre 2022.

## Histoire
La commune nouvelle est née du regroupement le 1er janvier 2017 des communes Arrou, Boisgasson, Châtillon-en-Dunois, Courtalain, Langey et Saint-Pellerin. Ces six communes, prenant dès lors le statut administratif de commune déléguée au 1er janvier 2017.
Les informations relatives à l'histoire de cette commune sont la synthèse des informations données dans les articles des communes déléguées.
À la création de la commune nouvelle, deux codes postaux sont utilisés, 28220 pour les communes déléguées de Langey et de Boisgasson et 28290 pour les autres. La municipalité a demandé aux services de La Poste une harmonisation des codes postaux. Le changement est effectif au 17 octobre 2023, les communes déléguées de Langey et de Boisgasson prennent le même code postal que celui des autres communes déléguées de Vald'Yerre, 28290.

## Politique et administration

### Élections municipales du 15 mars 2020
- Maire sortant : Jean-Luc Defrance (ne se représente pas)
- 29 sièges à pourvoir au conseil municipal (population légale 2017 : 3 803 habitants)
- 5 sièges à pourvoir au conseil communautaire (communauté de communes du Grand Châteaudun)

Aucun siège n’est pourvu lors de ce premier tour.

### Liste des maires
| Période          | Période      | Identité          | Étiquette | Qualité |
| ---------------- | ------------ | ----------------- | --------- | ------- |
| 1er janvier 2017 | Juillet 2020 | Jean-Luc Defrance | SE        |         |
| Juillet 2020     | En cours     | Franck Marchand   |           |         |

| Nom                          | Code Insee | Intercommunalité      | Superficie (km2) | Population (dernière pop. légale) | Densité (hab./km2) |
| ---------------------------- | ---------- | --------------------- | ---------------- | --------------------------------- | ------------------ |
| Arrou (Eure-et-Loir) (siège) | 28012      | CC des Trois Rivières | 64,98            | 1 598 (2014)                      | 25                 |
| Boisgasson                   | 28044      | CC des Trois Rivières | 7,50             | 112 (2014)                        | 15                 |
| Châtillon-en-Dunois          | 28093      | CC des Trois Rivières | 37,19            | 833 (2014)                        | 22                 |
| Courtalain                   | 28115      | CC des Trois Rivières | 2,47             | 621 (2014)                        | 251                |
| Langey                       | 28204      | CC des Trois Rivières | 19,48            | 352 (2014)                        | 18                 |
| Saint-Pellerin               | 28356      | CC des Trois Rivières | 13,68            | 345 (2014)                        | 25                 |

### Jumelages
| Ville | Ville        | Pays | Pays      | Période     |
| ----- | ------------ | ---- | --------- | ----------- |
|       | Bromskirchen |      | Allemagne | depuis 1978 |

## Population et société

### Démographie
L'évolution du nombre d'habitants est connue à travers les recensements de la population effectués dans la commune depuis sa création.
En 2022, la commune comptait 3 608 habitants, en évolution de −5,25 % par rapport à 2016 (Eure-et-Loir : −0,23 %, France hors Mayotte : +2,11 %).
| 2015  | 2020  | 2022  |
| ----- | ----- | ----- |
| 3 825 | 3 580 | 3 608 |

## Culture locale et patrimoine

### Lieux et monuments
Les autres informations relatives aux lieux et monuments de cette commune sont dans les articles des communes déléguées.

### Personnalités liées à la commune
Les informations relatives aux personnalités liées à la commune sont dans les articles des communes déléguées.